# Макров, Андрей Владимирович
Андрей Владимирович Макров  (эст. Andrei Makrov; 14 декабря 1979, Таллин, Эстонская ССР, СССР) — эстонский хоккеист, центральный нападающий. Неоднократно вызывался в свою национальную сборную. Участник чемпионатов мира в первом и втором дивизионах.
31 октября 2013 года был расторгнут контракт с воронежским «Бураном» по обоюдному согласию сторон.

## Достижения
- Чемпион Белоруссии: (2007, 2012, 2013)
- Обладатель Кубка Белоруссии: (2011)
- Чемпион Словении: (2010)
- Лучший снайпер Белорусской экстралиги в сезоне 2011/12 (27)
- Лучший бомбардир Белорусской экстралиги в сезоне 2012/13 (56)

Отец Владимир Макров раньше занимал пост генерального менеджера сборной Эстонии. Старший брат Василий также является хоккеистом. Одно время они вместе играли в сборной.